# 聯力工業
聯力工業股份有限公司，簡稱聯力工業，成立於1983年，從事電腦週邊設備製造與沖床加工事業，是OEM與ODM代工企業。1994年，聯力開始研發、生產及銷售硬碟抽取盒。1999年後開始生產鋁鎂合金「電腦機殼」系列產品、「電腦相關配件」、「多媒體系統辦公家具」、「電源供應器」等四大類，其中最為著名的是其生產的鋁製產品。目前流行產品有TYR PC-X2000、Armorsuit PC-P80、PC-V2110、PC-A77機殼，Flagship、Luxury辦公桌等。

## 外部連結
- 聯力工業